# Japanoise
Japanoise ist eine Bezeichnung für japanische Interpreten des Noise und ihren oft radikalen Musikstil. Eine kleine Szene in Osaka und Kyōto prägte zu Beginn der 1980er einen isolierten heterogenen Stil der neben Power Electronics und Noise-Rock zu den ersten Substilen des Noise gerechnet wird. Bis in die 1990er entwickelte sich die Musik. In den 1990er Jahren erlebte das Genre internationale Aufmerksamkeit. Stilideen des Japanoise wurden international aufgegriffen und begründeten so den Harsh Noise.
Musikalisch ist Japanoise von disharmonischen und radikalen Klangcollagen geprägt. Die Interpreten nutzen Übersteuerungen, Verzerrungen und extreme Lautstärke. Provokation und Konfrontation sind dabei Teil der performativen und musikalischen Konzeption vieler Japanoise-Akteure.

## Geschichte

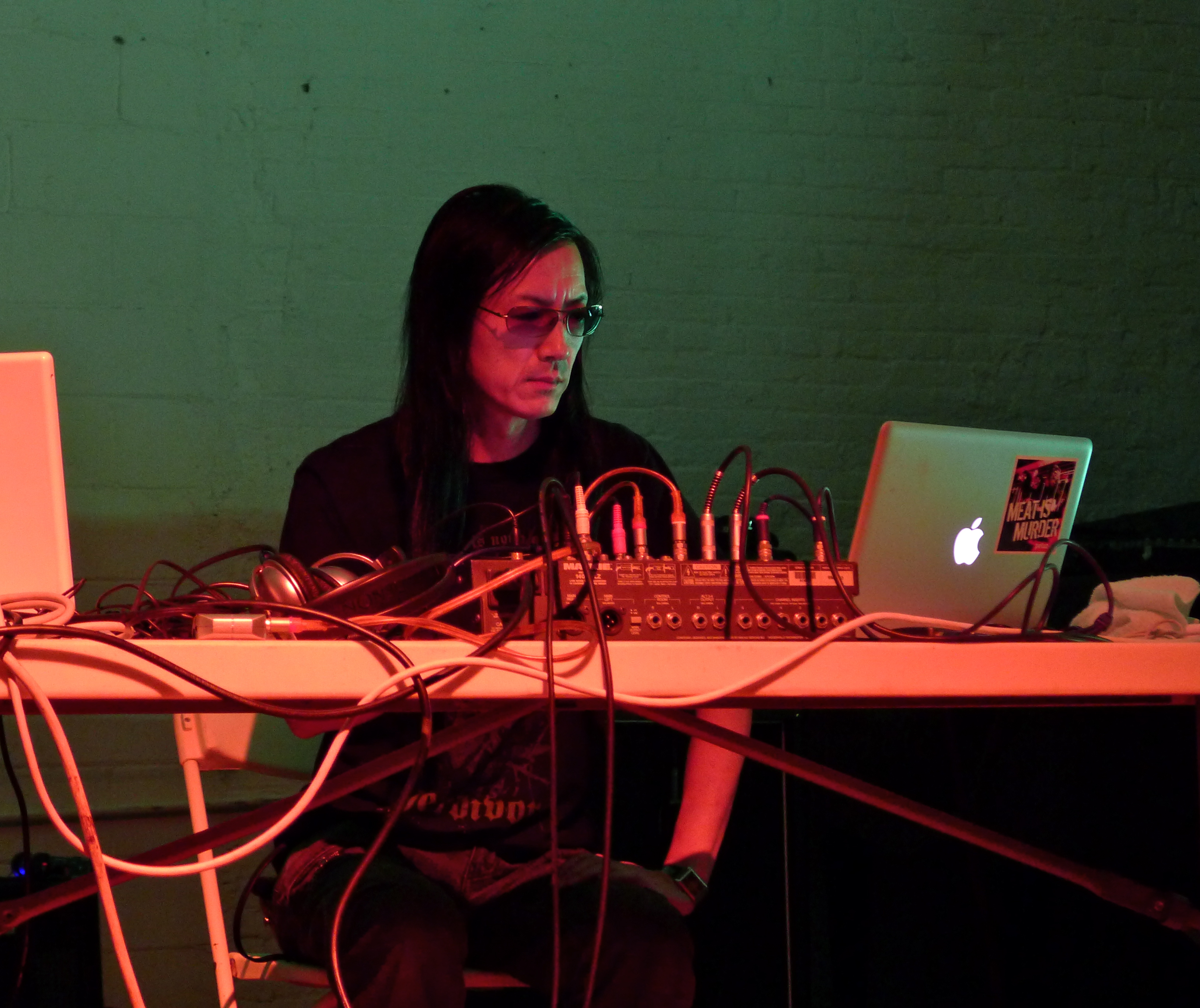
Merzbow während eines Auftritts in New York im September 2023

Vorgänger des Noise in Japan sind mit dem Musikerkollektiv Group Ongaku bereits in den 1960er-Jahren auszumachen. In den 1970er-Jahren griffen experimentelle Interpreten des Progressive Rock entsprechende Elemente auf. Insbesondere in Kansai entwickelte sich eine Gemeinschaft die einen Grundstein für den Japanoise als musikalische und performative Subszene.
So formierten sich ersten Interpreten des Japanoise Merzbow, Hijokaidan und Incapacitants zum Ende der 70er Jahre. Diese frühen Interpreten des Japanoise begannen vor einem Hintergrund von Free Jazz, Freier Improvisation und Krautrock einerseits und einem kulturellen Einfluss des Punk oder einer intellektuellen Inspiration durch Antonin Artaud damit Klangcollagen zu schaffen. Klangcollagen die sich von Bruitismus ebenso wie vom Power Electronics unterschieden. Zwischen Osaka und Kyōto entstand im Verlauf der 1980er Jahre eine konstante Szene aus Akteuren und Anhängern, die sich mit eigenen Fanzines, Tape-Labeln und Auftritten in kleinen Clubs, Livehouse genannt, vernetzte.
Zum Ende der 1980er und Beginn der 1990er Jahre wurde Japanoise international bekannt. Mitunter wurde Japan als zweite Zentrum des Noise nach Großbritannien und die japanische Entwicklung als Anschluss an den Industrial betrachtet. Entsprechend galt Japan als ein wesentlicher Entwicklungsraum für Noise in den 1980er und 1990er Jahren.
Thurston Moore entdeckte Japanoise während einer Tournee von Sonic Youth für sich und kaufte mehrere Kassetten national bekannter Genreinterpreten. Die Musik nutzte er 1995 für einen Remix des Stücks Rising von Yoko Ono, teilte den Künstlern allerdings erst im Nachhinein mit, dass er ihre Musik genutzt hatte, was bei einigen zu Unmut führte und entsprechend bekannt wurde. Kooperationen mit international renommierten Avantgarde- und Alternative-Größen wie John Zorn 1989 mit Naked City oder Mike Patton 1999 mit Maldoror erhöhten den Bekanntheitsgrad einzelner Japanoise-Projekte.
Das Label Public Bath, veröffentlichte 1990 die Kompilation Japan Bashing Volume 1 mit Beiträgen von Boredoms, Hanatarash, Omoide Hatoba und UFO or Die. Die Kompilation war Teil der Welle erhöhter Aufmerksamkeit in der kleine Musikgeschäfte Genreveröffentlichungen führten und die Interpreten in die Rotation mehrerer College-Radios gelang. Dabei stieß die Rezeption und komprimierende Reproduktion der Szene durch Kompilationen auf Widerstand aus der Szene selbst. Die unterschiedlichen Kompilationen nutzten rassistisch sexualisierte Darstellungsmuster die Vorurteile gegenüber Japanern bestärkten und die Bandbreite der Themen der Szene auf das westliche Wahrnehmungsmuster zwischen Hentai und Bondage reduzierten.
Hinzukommend entstand in der Wahrnehmung als geschlossenes kulturelles und musikalisches System, und neben Großbritannien als zweites Zentrum des Noise, zunehmender Druck sich in Relation zu den bekannten Interpreten des Japanoise zu positionieren. Dieser Druck wirkte auf japanische wie internationale Interpreten gleichermaßen und reduzierte die Wahrnehmung der ursprünglich gegebenen Vielfalt des stark subkulturell und ideell geprägten Gemenges des Japanoise auf musikalische Stereotype die insbesondere von den international bekanntesten Namen Merzbow und Masonna ausgingen. So verlor Japanoise die kulturelle Vielfalt und blieb, trotz der erhöhten Aufmerksamkeit, ein reduziertes musikalisches Nischenphänomen. Neuerungen blieben anschließend aus und nur wenige Interpreten führten ihre Aktivitäten nach der Mitte der 1990er Jahre fort.

## Szene
Noise wurde in Japan in besonders kleinen Clubs, die als raibuhausu oder Livehouse bezeichnet werden, gespielt. Da Noise als finanzielles Risiko für die Veranstalter galt, wurden die Konzerte in kleinen Räumlichkeiten gebucht, wo sie vor einem Publikum von 20 bis 50 Personen stattfinden konnten. Dabei etablierten sich einige der Clubs als besonders bedeutend für den Japanoise. Das Bears zeichnete für die Kontinuität des Noise in Osaka verantwortlich. Der Club gehörte dem Gitarristen der Gruppe Boredoms Yamamoto Seiichi und wurde zum bekannten Zentrum des Japanoise, dem mitunter Kompilationen gewidmet wurden. Neben den Clubs waren Musikgeschäfte die entsprechende Tonträger vertrieben relevante Katalysatoren der regionalen Festigung. In Osaka unterhielt Higashiseto Satoru mit Forever Records ein solches Geschäft in dem Stadtteil Namba. Neben Osaka gilt Kyōto als wichtige Stadt der Szene. In Kyōto fungierte der Drugstore der als freier Jazzu Kissa, einer minimalistischen Variante eines Jazzcafés, als eine Anlaufstelle für Interessierte an experimenteller Musik. Viele kurzlebige Projekte traten dort auf und einige Szeneakteure knüpften dort Kontakte. Viele der Akteure waren bestrebt den amateurhaften Charakter der Auftritte auf andere Kontexte und Lokalitäten zu übertragen. Label wie Unbalance Records und Interpreten wie Hijokaidan nahmen dort ihren Ursprung.

## Stil

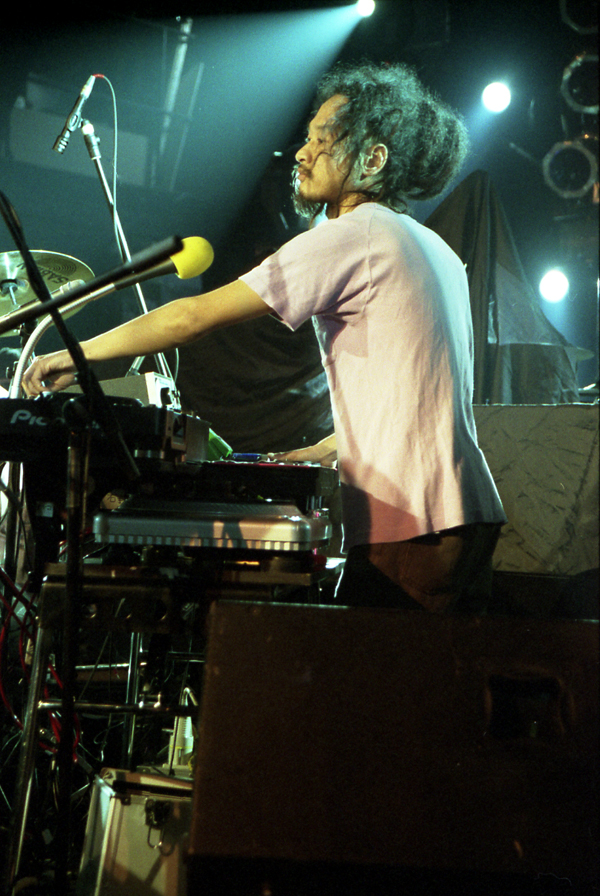
Yamantaka Eye von Hanatarash mit Boredoms im Jahr 2004

Japanoise benennt ein heterogenes Genre national verorteter Noise-Interpreten. So bleibt Japanoise als Genretitel vage und „unabhängig von stilistischer Varianz“.
Viele Interpreten eint das musikalische oder performative Extrem. Derweil dies Extrem jedoch unterschiedlich ausgestaltet wird. Provokation und Konfrontation sind so Teil der performativen und musikalischen Konzeption einiger Japanoise-Akteure. Ein Spiel mit Disharmonie, Klangcollagen, Übersteuerungen, Verzerrungen und Lautstärke ist den meisten Interpreten gemein.

### Musik
In der internationalen Wahrnehmung des Genres wird Japanoise am Gesamtwerk des Projektes Merzbow definiert. Die von Masami Akita mit Merzbow genutzten Stilelemente repräsentieren derweil lediglich eine Teilmenge des heterogenen Genres. Die Musik variiert von Noise-Rock über disharmonische Derivate des Punk und des Grindcore bis zu den elektronischen Klängen mit denen die Szene zumeist assoziiert wird. Gemein ist dem Japanoise eine antagonistische Haltung zur Musik. Dabei teilt sich die Einschätzung und Herangehensweise in Japanoise und Noise als Nicht-Musik oder als eigenständiges Genre in Abgrenzung zu bekannten Mustern. Derweil manche Interpreten ihre Musik als extreme Variante der Rockmusik betrachten.

### Performance
Japanoise wurde insbesondere für exzessive Auftritte unterschiedlicher Interpreten als radikales Genre bekannt. Interpreten wie C.C.C.C., Gerogerigegege, Hanatarash oder Incapacitants prägten diese Wahrnehmung. 
Die 1989 gegründete Gruppe C.C.C.C. und das 1985 entstandene Duo Gerogerigegege traten mit explizit sexuellen Performancekunst in Erscheinung. Mayuko Hino von C.C.C.C. wurde als eine visuelle Verkörperung der Ästhetik des frühen Japanoise bekannt. Sie tanzte nackt, ließ sich fesseln, fesselte sich selbst, übergoss ihre Brüste mit Wachs, warf sich auf der Bühne herum und gab sexuell konnotierte Laute von sich. Tetsuya Endoh von Gerogerigegege masturbierte auf einem Podest stehend während nahezu jedes Auftritts unter Zuhilfenahme eines Staubsaugers. Die Performance von Gerogerigegege zerschlug häufig die konventionellen Erwartungen an eine Musikgruppe. Das Duo gab so einen Auftritt ohne Musik bei dem die Musiker Koprophagie präsentierten, ein anderes Mal verbrannten die Musiker während eines Album-Veröffentlichungsauftritts die Platten in einem improvisierten Lagerfeuer. 
Das Duo Hanatarash hingegen wurde mit wenigen Auftritte zu einer paradigmatischen Band für die Wahrnehmung des Japanoise. Ihre Konzerte, die die Musiker und das Publikum in Lebensgefahr brachten, wurden Exempel für eine außer Kontrolle geratenen Destruktivität des Noise und Grundlage für eine Wahrnehmung als „gefährlichste Band aller Zeiten“. Weniger gefährlich, allerdings ähnlich Intensiv waren die Auftritte von Incapacitants. Geprägt von emotionaler und körperlicher Intensität verhielt sich das Duo Fumio Kosakai und Toshiji Mikawa auf die eigene Musik mit wilden Zuckungen reagierend.